# ديكون جونز
ديكون جونز (بالإنجليزية: Deacon Jones)‏ هو منافس ألعاب قوى أمريكي، ولد في 31 أغسطس 1934 في سانت بول في الولايات المتحدة، وتوفي في 7 سبتمبر 2007 في هيلسايد في الولايات المتحدة.

## وصلات خارجية
- ديكون جونز على موقع الاتحاد الدولي لألعاب القوى (الإنجليزية)
- ديكون جونز على موقع أوليمبيديا (الإنجليزية)